# Atentado contra os quartéis de Beirute em 1983

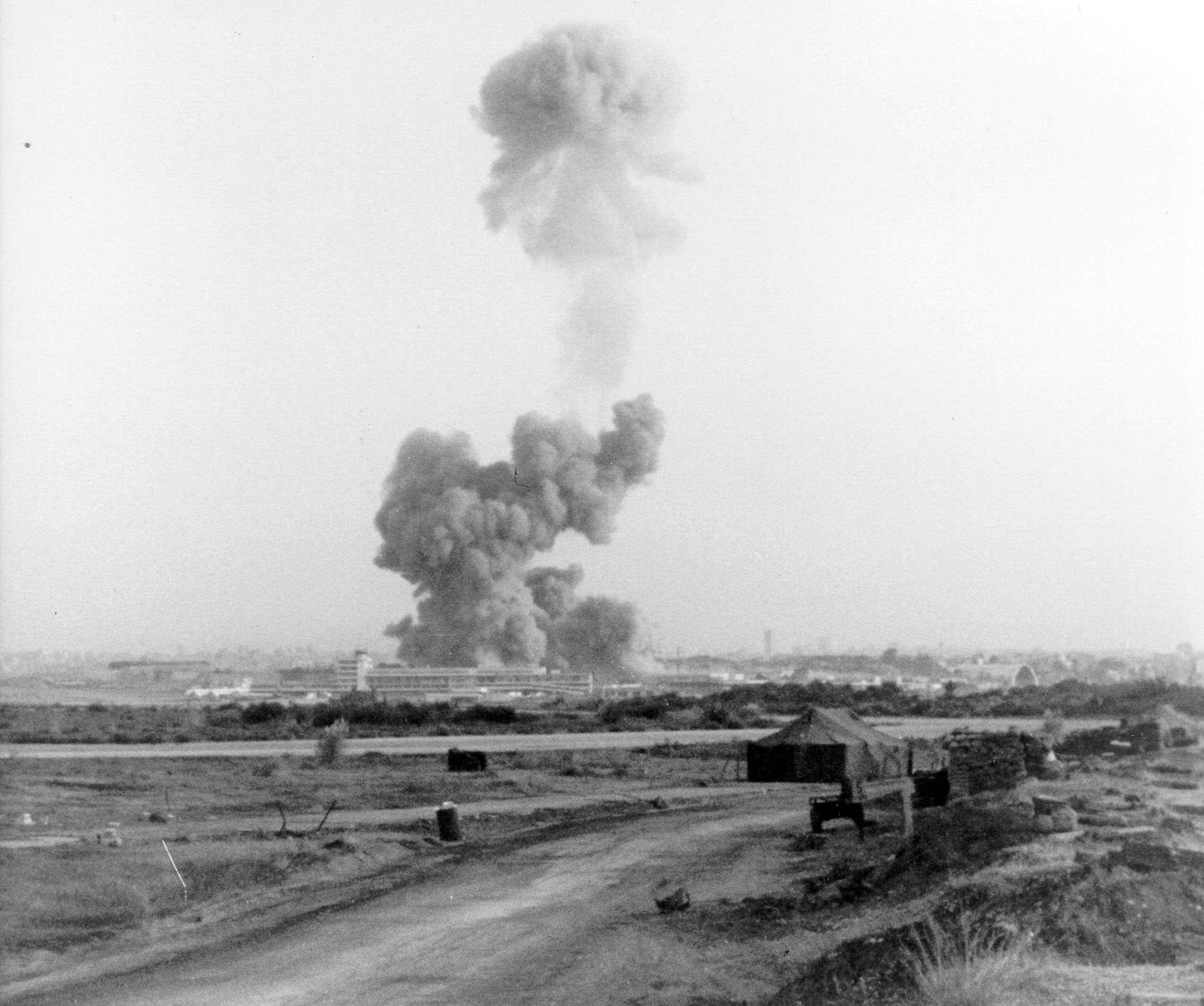
Destruição do quartel americano, instalado no Aeroporto Internacional de Beirute.

Os atentados contra os quartéis de Beirute em 1983 (Beirute, Líbano, 23 de outubro de 1983) foram ataques suicidas realizados durante a Guerra Civil Libanesa, quando dois caminhões-bomba atingiram edifícios que alojavam militares dos Estados Unidos e da França, membros da Força Multinacional do Líbano, matando 299 soldados americanos e franceses. A organização Jihad Islâmica reivindicou a responsabilidade pelo atentado terrorista, mas, segundo o especialista Juan Cole, a organização pode ter sido um nome de guerra para o Hezbollah ou um grupo que viria a se tornar parte do Hezbollah. recebendo ajuda da República Islâmica do Irã.
O ataque ao quartel de fuzileiros navais americanos, cujo contingente estava baseado no Aeroporto Internacional de Beirute, às 06h22, deixou sessenta feridos e 241 militares americanos mortos (220 fuzileiros navais, 18 militares da Marinha e três soldados do Exército). Foi o maior número de  fuzileiros americanos mortos em um único dia, desde a Batalha de Iwo Jima, na II Guerra Mundial. Foi também o maior número de  militares dos Estados Unidos mortos em um único dia desde o primeiro dia da Ofensiva do Tet, durante a Guerra do Vietnã, e o pior ataque isolado sofrido pelos estadunidenses no exterior, desde a Segunda Guerra Mundial.
No ataque ao quartel francês - o edifício 'Drakkar', de oito andares - realizado dois minutos após o ataque aos fuzileiros americanos, 58 paraquedistas do Primeiro Regimento de Caçadores Paraquedistas foram mortos e 15 ficaram feridos. Para as forças francesas, foi o maior número de baixas já registrado em um único evento, desde o final da Guerra da Argélia.
Os atentados levaram à retirada da força de paz internacional do Líbano, onde estavam postadas desde a retirada da Organização pela Libertação da Palestina, que se seguiu à invasão do Líbano por Israel, em 1982.
Em 8 de março de 1985, a CIA organizou um atentado com carro-bomba em retaliação ao ataque às tropas americanas. O principal objetivo do ataque era matar Mohammad Hussein Fadlallah, um influente representante religioso da população xiita libanesa, que, embora não ligado a estes eventos e contra ataques suicidas, estava próximo ao Hezbollah. Ele escapou do ataque, mas o poder da explosão matou 80 pessoas e feriu mais de 200 outras entre os habitantes do bairro.